# Nausicaa

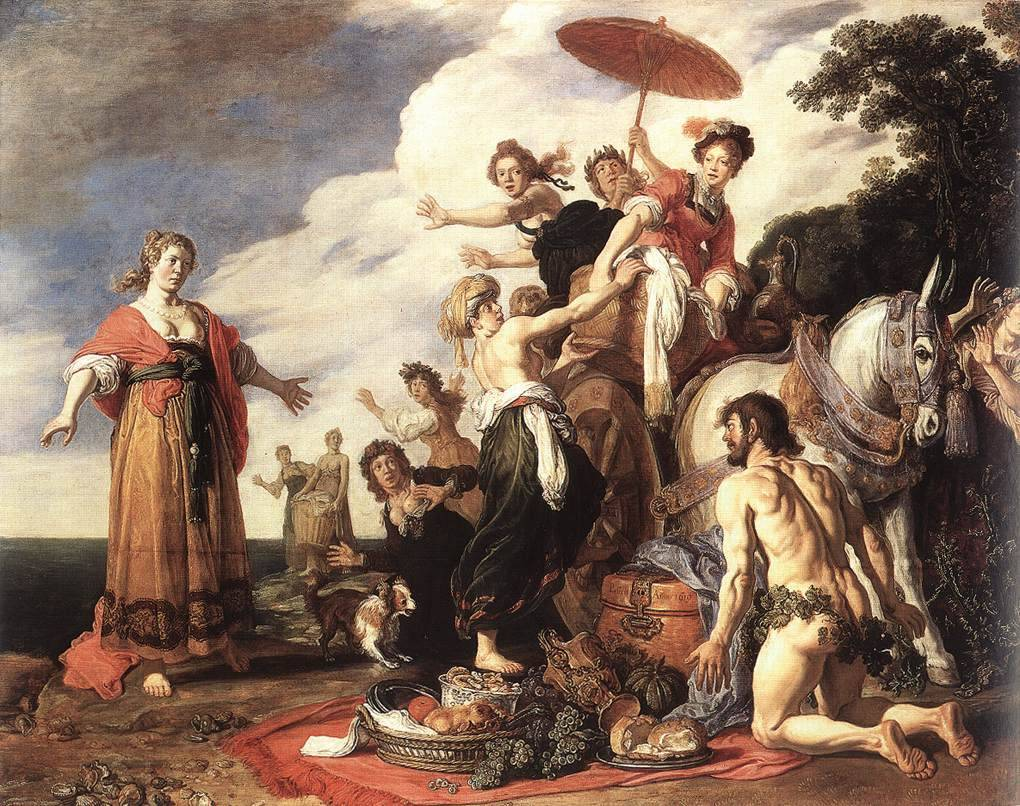
Pieter Lastman, Ulise și Nausicaa, ulei pe pânză, 1619, Alte Pinakothek, München

În mitologia greacă, Nausicaa (în greaca veche: Ναυσικάα, transliterat: Nausikáa), fiica lui Alcinoos și a Aretei, era o prințesă feaciană.

## În „Odiseea”
Nausicaa este unul din personajele din Odiseea de Homer, în care este menționată îndeosebi în cântul VI, într-una din cele mai memorabile scene ale epopeii. Zeița Minerva / Pallas-Athena i-a apărut în vis sub înfățișarea uneia din prietenele sale, îndemnând-o să meargă să-și spele lenjeria pentru a-și pregăti nunta. Prin urmare, Nausicaa, însoțită de suita sa, s-a dus la un fluviu vecin; după ce au terminat de spălat, ele s-au jucat cu mingea, iar strigătele lor l-au trezit pe Ulise, eșuat nu departe de acel loc, după naufragiul navei sale. Gol, murdar și flămând, eroul hotărăște să se manifeste:
„Deci el rosti cuvânt dibaci și dulce: «Te rog, domniță, în genunchi. Ești zână / Ori nemuritoare? Dacă tu ești una / Din cele care locuiesc Olimpul, / Eu după stat și față și făptură / Te-asemăn foarte cu-a lui Joe fiică / Diana. Iar de ești o muritoare / De pe pământ, ferice sunt de trei ori / Părintele-ți și maica-ta și frații!»”—(VI, 201-209)

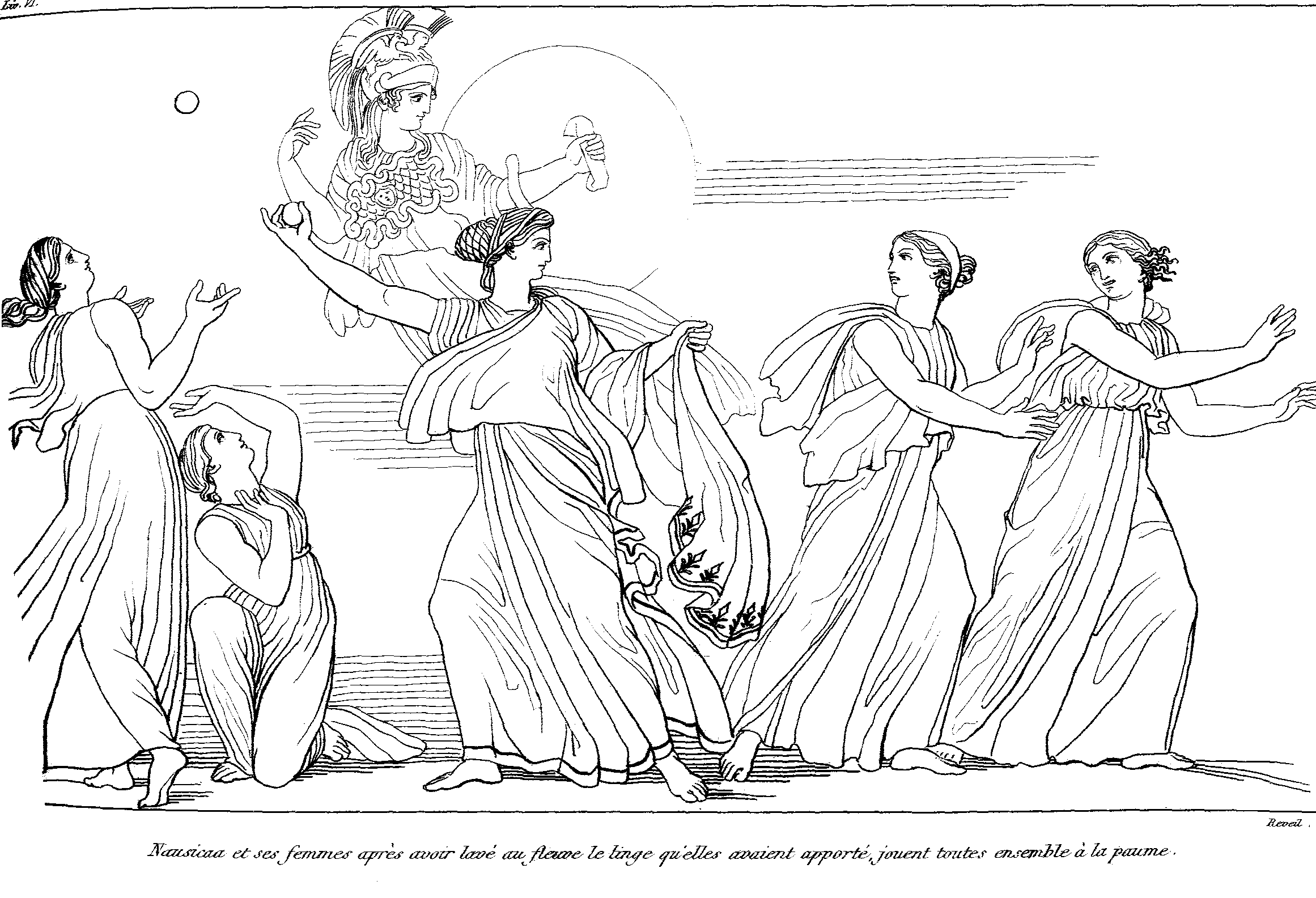
Nausicaa și servitoarele sale jucându-se cu mingea, ilustrație de John Flaxman pentru Odiseea, 1810.

Nausicaa l-a luat pe Ulise în grija sa, veghind la primenirea lui, dându-i haine și de mâncare. Apoi ea l-a condus la tatăl său. Acesta i-a propus lui Ulise chiar mâna fiicei sale (VII, 401-408); însă Ulise a preferat să plece cât mai curând spre Itaca, unde-l așteptau soția sa, Penelopa, și fiul său, Telemah.
Nausicaa apare apoi, într-un scurt pasaj, în cântul VIII, unde își ia adio de la Ulise:
„«Străine, / Fii sănătos! Și când te-i duce-n țară, / Să nu mă uiți, că-ntâi și-ntâi tu mie / Îmi datorești răsplată pentru viață». ”—(VIII, 631-634)
Potrivit lui Dictys din Creta și lui Aristotel, Nausicaa s-a căsătorit apoi cu Telemah, fiul lui Ulise și al Penelopei, cu care are un copil numit „Peseptolis” sau „Ptoliporthos”.

## Reprezentări în literatura postantică
- Goethe a conceput un proiect de tragedie Nausicaa rămas neterminat.
- Jules Lemaître a pus în scenă o întâlnire între Nausicaa și Telemah (1905).
- În Ulysses de James Joyce, capitolul 13 este ecoul întâlnirii dintre Ulise și Nausicaa (de altfel, întitulat „Nausicaa”, înainte de versiunea finală în care Joyce a înlăturat titlurile capitolelor).
- În piesa lui Aimé Césaire, Une Tempête (după piesa cu același titlu a lui Shakespeare, Furtuna), Ferdinand face referire la naufragiul lui Ulise și vede în Miranda pe propria sa „Nausicaa”.
- Scriitorul german Karl Mickel a reluat și el mitul în 1967, în piesa „Nausikaa”. Această reinterpretare i-a permis să ofere o reflecție asupra stării Germaniei din acea epocă, fără să atragă prea mult atenția cenzurii comuniste.

## În muzică
- Peggy Glanville-Hicks a compus Nausicaa, o operă în care cântăreața Teresa Stratas a interpretat-o la Atena.
- A treia din cele trei Metope pentru pian de Karol Szymanowski (1882-1937).
- În 2013, cântărețul francez Luc Arbogast a scos albumul Odysseus, în care a interpretat o piesă muzicală întitulată Nausicaa (La Moldau).

## În pictură
Întâlnirea dintre Ulise și Nausicaa din Odiseea a devenit un subiect comun în pictură începând cu Renașterea.
- Alessandro Allori, Ulise și Nausicaa, 1580.
- Pieter Lastman, Ulise și Nausicaa, 1619.
- Salvator Rosa, Ulise și Nausicaa, pe la 1655.
- Michele Desubleo, Ulise și Nausicaa, pe la 1655.
- Jacob Jordaens, Ulise și Nausicaa.
- Louis Gauffier, Ulise și Nausicaa, 1798.
- Pierre-Auguste Vafflard, Ulise cerând ajutor prințesei Nausicaa, fiica regelui Alkinoos, 1821.
- Frederic Leighton, Nausicaa, pe la 1878.
- Valentin Serov, Ulise și Nausicaa, 1910.
- Kristen Iversen, Ulise și Nausicaa, 1918.
- William McGregor Paxton, Nausicaa, 1937.
- Jean Veber, Ulise și Nausicaa, 1888

## Benzi desenate, manga
- Hayao Miyazaki s-a inspirat în parte din personajul Nausicaa pentru a crea eroina din manga sa  Nausicaa din valea vântului[7].
- În seria de desene animate Albator, corsarul spațiului și Albator 84, numele de Kei Yûki, prietena lui Albator, este tradus prin  Nausicaä în versiunea franceză.
- În martie 2012, editorul italian Pavesio a scos o BD intitulată „Nausicaa - L’autre Odyssée”[8] care relatează întâlnirea dintre Ulise naufragiat și Nausicaa, fiica regelui Alcinoos.

## Instituții publice
În 1991, Nausicaá, centrul național al mării, de la Boulogne-sur-Mer în Franța, a împrumutat numele prințesei feaciene.

## În astronomie
- Asteroidul 192 Nausicaa, descoperit în 1879, îi poartă numele personajului din mitologia greacă.

## Izvoare
- Homer, Odysseia, tradusă în hexametri de Dan Slușanschi și ilustrată de Alexandru Rădvan, Editura Humanitas, București, 2012, ISBN 978-973-50-3701-7.
- Homer, Odiseea, traducere de George Coșbuc, Editura pentru Literatură, București, 1966.
- Homer, Odiseea, În romînește de G. Murnu, Studiu introductiv și comentarii de D.M. Pippidi, Editura de Stat pentru Literatură și Artă, București, 1956.